# Nowe Dolno
Nowe Dolno – wieś w Polsce położona w województwie warmińsko-mazurskim, w powiecie elbląskim, w gminie Markusy, na obszarze Żuław Elbląskich. Wieś lokowana w 1631 roku.
W latach 1975–1998 miejscowość administracyjnie należała do województwa elbląskiego.